# Ellen Willis
Ellen Jane Willis (14 décembre 1941 – 9 novembre 2006), une journaliste, essayiste, critique musicale et militante féministe américaine, fut membre du groupe New York Radical Women (Femmes radicales de New York) et cofondatrice avec  Shulamith Firestone du groupe féministe radical Redstockings. Elle meurt le 9 novembre 2006, d'un cancer du poumon.

## Publications
- Sexe et liberté  (trad. Fanny Quément) (recueil de textes), Audimat éditions, 2022, 256 p. (ISBN 978-2-492469-15-2)

### Articles
- « Féminisme, moralisme et pornographie », traduit par Fanny Quément, in Trou Noir.
- « Pour l'amour d'Emma », traduit par Fanny Quément, in Trou Noir.